# Murphy (Oklahoma)
Murphy es un lugar designado por el censo ubicado en el condado de Mayes en el estado estadounidense de Oklahoma. En el Censo de 2010 tenía una población de 219 habitantes y una densidad poblacional de 31,83 personas por km².

## Geografía
Murphy se encuentra ubicado en las coordenadas 36°8′1″N 95°14′27″O / 36.13361, -95.24083. Según la Oficina del Censo de los Estados Unidos, Murphy tiene una superficie total de 11.07 km², de la cual 11.07 km² corresponden a tierra firme y (0%) 0 km² es agua.

## Demografía
Según el censo de 2010, había 219 personas residiendo en Murphy. La densidad de población era de 31,83 hab./km². De los 219 habitantes, Murphy estaba compuesto por el 62.56% blancos, el 0% eran afroamericanos, el 22.83% eran amerindios, el 0.46% eran asiáticos, el 0% eran isleños del Pacífico, el 0.46% eran de otras razas y el 13.7% pertenecían a dos o más razas. Del total de la población el 0.46% eran hispanos o latinos de cualquier raza.